# David Vunk
David Vunk, pseudoniem van David Daniel Versteeg (Rotterdam, 11 september 1976), is een Nederlands dj-producer. In 2007 richtte hij het platenlabel Moustache Records op. David Vunk draait een mix van electro, disco, italo, Chicago house, techno, acid en EBM. Hij is geboren en getogen in Rotterdam en wordt ook wel 'Het Beest van Rotterdam', 'The legend' of 'The Vunkinator' genoemd.

## Biografie
David Vunk begon met dj'en in de jaren negentig in clubhuizen, op thuisfeestjes en als back-up-dj in Club De Maan in Rotterdam. Van 1995 tot 2000 was hij een van de vaste dj's van de Rotterdamse undergroundclub De Vlerk, bij techno-organisatie Strictly Techno. Vanaf 1998 was hij resident-dj voor tekno soundsystem Matka, waarmee hij vele illegale, underground free party's gaf. Het hoogtepunt was de organisatie het Teknival Holland Heijenoord in 1999. Verder had David Vunk een vaste donderdagavondresidentie in de Rotterdamse club Nighttown the basement. Van 2001 tot 2010 was hij resident-dj in WaterFront in Rotterdam. Van 1998 tot en met 2003 was David Vunk een van de vaste artiesten op de Rotterdam Danceparade. Zijn eerste plaat 'Wheel of Fortune' bracht hij in 2004 uit als lid van de electroband Pussycat.
In 2007 richtte hij platenlabel Moustache Records op. In 2011 werd daar het sublabel Moustache Techno Series aan toegevoegd. Sinds 2017 vormt hij samen met David Spanish de EBM-wave-technoband IM Kellar (de underground Kelderboxsound of Rotterdam).
David Vunk was te zien in de documentaire Italo Disco Legacy uit 2018. Voor Le Guess Who? maakte hij Vunk on Vacation. In 2021 produceerde hij samen met De Likt de promotietrack voor het Eurovisie Songfestival van dat jaar.

## Discografie
- Wheel of Fortune, Pussycat (2004)
- Promised You A Miracle (ep) - Pussycat (2005)
- Count Doekoe (ep) - Pussycat (2007)
- Lord Of The Cockrings (12"), Alden Tyrell & David Vunk - Moustache Records (2008)
- Dreams (12") David Vunk - Lunar Disko Records (2009)
- We Are The Laser Lords (12"), Mr Pauli & David Vunk - Moustache Records (2010)
- Bowie, David Vunk - Moustache Records (2012)
- Turner / Deep Vally (12"), David Vunk & Ben La Desh - Moustache Records (2012)
- Medication Time (12"), David Vunk and Mario 010 - Moustache Techno (2014)
- Need You Tonight (12"), Taras van de Voorde & David Vunk - Moustache Techno (2014)
- De Maas (12"), David Vunk - Moustache Techno (2014)
- Olympics '84 (12"), David Vunk / Electrick Dragon - Bordello A Parigi (2015)
- Trouble Tonight, David Vunk - OMNIDISC (2016)
- Dov'e L'amore (12"), David Vunk & Mima - Electronic Emergencies 009 (2016)
- Im Kellar (ep) - Moustache records 033 (2017)
- Pimps, Priests & Prostitutes, David Vunk - OMNIDISC (2018)
- Im Kellar - The Scene (ep) -  Moustache Records 036 (2018)
- Omega Strap (12"), David Vunk - Moustache Techno (2018)
- Cross Addiction, David Vunk - Moustache Records (2019)
- Im Kellar - Free Entrance (ep) - Moustache Records 045 (2020)
- Untitled, David Vunk - Bunker Records (2021)
- De Likt and David Vunk - The Vunkinator Single (2021)